# Olimpia Cavalli
Olimpia Cavalli (* 30. August 1930 in Cadeo; † 29. März 2012 in Rom) war eine italienische Schauspielerin.

## Leben
Cavalli spielte auf der Bühne im Teatro Ambra Jovinelli neben Erminio Macario und erhielt ihre erste Filmrolle 1958. Sie trat hauptsächlich in Komödien neben Stars wie Totò, Vittorio De Sica und Walter Chiari auf. Als große Hoffnung der Filmindustrie der beginnenden 1960er Jahre spielte die mit herausragendem Temperament in glutvollen und aggressiven Frauenrollen eingesetzte dunkelhaarige Cavalli unter Mauro Bolognini, Luchino Visconti und Roberto Rossellini, schaffte den Durchbruch jedoch nicht und verließ nach einigen Rollen, die sie völlig unter Wert besetzten, und knapp zwanzig Filmen 1965 nach ihrer Hochzeit die Branche, um sich der Familie zu widmen. 1999 kehrte sie für einen nicht veröffentlichten Film zurück.

## Filmografie (Auswahl)
- 1959: Und zu leicht befunden (Morte di un amico)
- 1960: Das Haus in der Via Roma (La viaccia)
- 1961: Der furchtlose Rebell (Vanina Vanini)
- 1963: Der Leopard (Il gattopardo)
- 1963: Achteinhalb (Otto e mezzo)
- 1964: Der Donnerstag (Il giovedì)
- 1964: Due mafiosi nel Far West